# Américo Acosta Machado
Américo Acosta Machado (Buenos Aires, Argentina; 1922-Buenos Aires; 1990) fue un famoso actor y galán radial argentino.

## Carrera
Américo Acosta Machado fue un popular actor radiofónico que con su voz masculina y bien definida cautivó a las audiencias principalmente durante la década del '40. Trabajó en emisoras de aquella época como Radio Splendid.
En la década del '40 y '50 participó en el Teatro Palmolive del Aire, en el episodio ·Reviviendo la emoción del tango", junto con Queca Herrero, Meneca Norton, Hugo Pimentel y Ricardo Passano, entre otros. También participó del Teatro de Misterio Volcán en el episodio "Los crímenes científicos del Dr. Van Dine", protagonizado por Enrique Roldán, Queca Herrero, Meneca Norton, Juan Siches de Alarcón, Pablo Lagarde y Ricardo Passano.
Reemplazó al actor Pablo Racioppi modificando así la compañía de Radioteatros "Candilejas". Junto a Eva Duarte actúa el radioteatro de 1944, Una rosa en el río, una evocación de la vida de Lucía Miranda, emitida por Radio Belgrano
Fundó junto al actor cómico Osvaldo Canónico y a Eva Duarte la Asociación de Gente de Radioteatro a mediado de los años 1940.
En 1946 formó parte del Radioteatro Lever, que se emitió por Radio El Mundo, donde expusieron diferentes obras como Naufragio de Rafael García Ibáñez. Esta radionovela estaba protagonizada por Santiago Arrieta y Elina Colomer. En ese mismo año tuvo una fugaz intervención para el cine argentino con el film Deshojando margaritas, protagonizado por Enrique Serrano e Irma Córdoba.
Era un gran amigo y compañero de radio de Eva Perón, a quien su cercanía lo ayudó en su desarrollo actoral con el advenimiento del peronismo, a pesar de que era Evitista, al igual que otras personalidades del momento como Fanny Navarro y Blanca Lagrotta.

## Filmografía

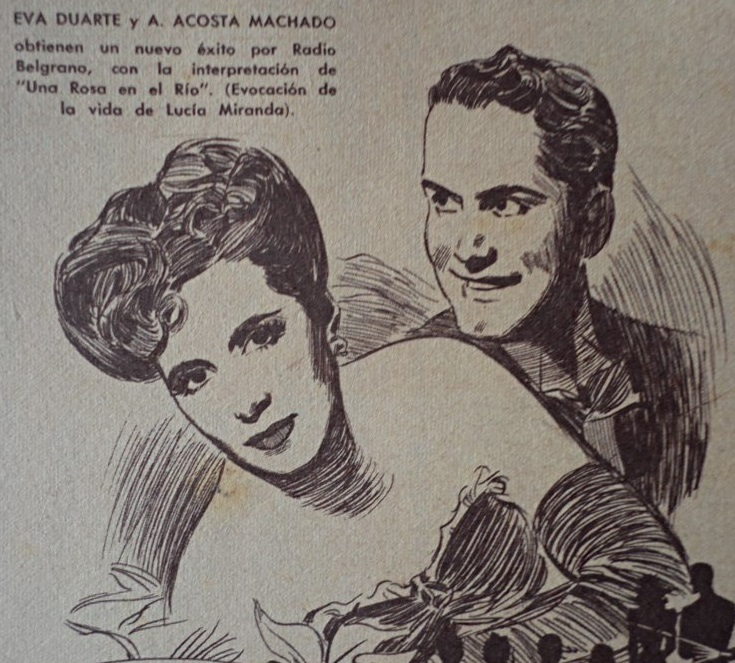
Dibujo de Eva Duarte junto al actor en la tapa de la Revista Para Ti de 1944.

- 1946: Deshojando margaritas.

## Radioteatros
- Reviviendo la emoción del tango.
- Los crímenes científicos del Dr. Van Dine
- Una rosa en el río (1944)[5]
- Mi reino por un amor (Isabel de Inglaterra) con libreto y dirección de Muñoz Azpiri.
- Llora una emperatriz (1944), donde reemplazó al actor Florindo Ferrario.
- Anda un alma indecisa en el espacio (1945)
- La paloma del águila (1945)

## Teatro
- 1954: El último perro, estrenada en el Teatro Nacional Cervantes, con José de Ángelis, Alfonso Amigo, Milagros de la Vega, Golde Flami, Nelly Meden, Chita Dufour, Roberto Guthié, Miguel Faust Rocha, Esperanza Palomero, Horacio O'Connor, Amalia Britos, entre otros.
- 1948: La enemiga, con la Compañía teatral dirigida por Blanca Podestá, junto con un destacado elenco entre las que se encontraban Mario Danesi, Lilia del Prado, Blanca Vidal, Manolita Serra, Cecilia Reyes, Mary Rey, Amalia Britos, Pedro Aleandro, Elisardo Santalla, Alfredo Distasio y Jorge de la Riestra.[6]
- 1948: Vidas porteñas, con Pedro Aleandro, Tulia Ciámpoli, Rufino Córdoba, Diana De Córdoba, Jorge de la Riestra, Lilia Del Prado, Alfredo Distasio, Zoe Ducós, Nelson Ferrari, Arminda Guerrero, Eugenio Nigro, Anita Palmero, Esperanza Palomero, Fausto Paredes, Olga Ramos Linch, Mary Rey, Marta Roy y Roberto Torres Maure.
- 1949: El calendario que perdió siete días, de Enrique Suárez de Deza, con Tulia Ciámpoli, Rufino Córdoba, Mario Danesi, Jorge de la Riestra, Antonio Delgado, Alfredo Distasio, María Dudeló, Adelina Ezcurra, Osvaldo Moreno, Carlos Morganti, Anita Palmero, Esperanza Palomero, Blanca Podestá, Cecilia Reyes, Claudio Rodríguez Leiva, Silvana Roth, Elisardo Santalla, Manuela Serra, Osvaldo Tempone, Héctor Torres Maure, Miriam de Urquijo, Blanca Vidal y Eugenio Vnigro.[7]